# 聖克里斯托瓦爾 (新墨西哥州)
聖克里斯托瓦爾（英語：San Cristobal）是位於美國新墨西哥州陶斯縣的普查規定居民點。

## 人口
根據2020年美國人口普查的數據，聖克里斯托瓦爾的面積為17.83平方千米，皆為陸地。當地共有人口206人，而人口密度為每平方千米11.55人。